# Maladie d'Unverricht-Lundborg
La maladie d'Unverricht-Lundborg (en abrégé ULD ou EPM1) est la forme la plus commune d'un groupe rare de troubles génétiques de l'épilepsie, appelés épilepsies myocloniques progressives. Elle est provoquée par une mutation du gène de la cystatine B (CSTB). La maladie est nommée d’après Heinrich Unverricht et Herman Bernhard Lundborg. Heinrich Unverricht l’a décrite en 1891,, et Herman Bernhard Lundborg l'a étudié plus en détail en 1901  et 1903. Les symptômes apparaissent chez les enfants entre 6 et 16 ans; parfois vers 18 ans. La plupart des cas provenaient de la région balte de l'Europe, bien que beaucoup aient été signalés par des pays de la Méditerranée.
Le début de la maladie est caractérisé par des secousses myocloniques et des crises tonico-cloniques. Les cas précoces entraînaient souvent le besoin d'un fauteuil roulant et la mort avant l'âge de 24 ans, mais de nouveaux traitements et médicaments ont augmenté l'espérance des personnes atteintes d'ULD, voire proches de celles d'un individu non affecté.

## Symptômes
La maladie provoque des secousses myocloniques, ainsi que des crises tonico-tonique chez l’enfant entre 6 et 16 ans. Ses secousses myocloniques se produisent dans les muscles proches du torse sur les bras ou les jambes. Elles sont déclenchées par différents stimulus externes. Les crises débutent le plus souvent vers 11 ans, et les myoclonies vers 12 ans. Cette maladie est souvent confondue avec une épilepsie plus commune, comme l’épilepsie myoclonique juvénile. Son diagnostic ne peut donc se faire que par test génétique.

## Causes
La cause de l’ULD est une mutation du gène CSTB qui produit la cystéine B Les deux parents doivent être porteurs de la maladie pour que l’enfant en hérite. L’individu est malade s’il porte deux copies du gêne muté. On parle d’un gène récessif. Les frères et sœurs des personnes malades n’ont qu’un seul gène muté. Il ne montre généralement pas de signe de la maladie. Dans certains cas, des symptômes bénins peuvent être observés.
De nouvelles recherches montrent que la cystatine B n'est peut-être pas le seul facteur impliqué dans la maladie d'Unverricht-Lundborg. Dans une étude, il a été déterminé que les patients atteints d'ULD avaient plus de récepteurs de la dopamine dans certaines zones de leur cerveau que les individus non affectés. Les chercheurs ont choisi d’enquêter sur les récepteurs de la dopamine, car ils sont connus pour être une facteur de myoclonies. Ces facteurs sont une partie importante des symptômes de l’ULD. Les résultats de cette étude indiquent que la cause de la maladie est peut-être plus complexe que ce qui est admis actuellement.

## Mécanisme de la maladie
Si l’on connait la cause génétique de l’ULD, son mécanisme, lui, n’est pas entièrement connu. La recherche actuelle pourrait mener à une connaissance précise du mécanisme. Une recherche effectuée sur des souris dont on a gène de la production de cystatine B retiré, pour fournir un ensemble similaire de symptômes aux personnes atteintes d'ULD. Le mécanisme actuellement soutenu par la recherche est très similaire à un autre, celui de l’épilepsie connue sous le nom de « kindling » en anglais.

### Début
Selon les recherches actuelles, la cystatine B est lié à la production de neurones inhibiteurs connus sous le nom de neurones GABAergiques. Il a montré que l'absence de cystatine B due à une mutation du gène CSTB entraîne une diminution du nombre de neurones inhibiteurs. Or ce manque d'inhibition rend les cellules du cerveau plus excitables, en particulier dans l’hippocampe. Il est supposé que cette augmentation de l'excitabilité est ce qui provoque les saccades myocloniques et les crises tonico-cloniques chez les patients atteints d'ULD.

### Progression
La recherche prouve également que la cystatine B peut être un type de molécule «protectrice» dans le cerveau. Normalement, après une crise, la présence de cystatine B empêche les neurones de mourir en raison des niveaux toxiques de neurotransmetteurs. L'absence de cystatine B conduirait à la mort des neurones affectés, Conduisant ainsi à une détérioration d’une partie du cerveau. Ces pertes  sont plus importantes dans le cas de la maladie, car les cellules ont une excitabilité accrue. Cela rend la maladie d'Unverricht-Lundborg progressive.

## Diagnostic
La seule méthode actuelle de diagnostic de la maladie d’Unverricht-Lundborg est un test génétique vérifiant la présence du gène de la cystatine B muté. Ce teste peut confirmer des suspicions, si le gène est trouvé chez l’individu. Le problème de ce test est son coût, car la maladie est rare, donc le teste est très spécifique. Les premiers symptômes de l'ULD sont généraux et, dans de nombreux cas, similaires à d'autres épilepsies plus courantes, telles que l'épilepsie myoclonique juvénile. C’est pour ces raisons que le test de l’ULD est souvent fait en dernière option face à ces symptômes. Dans la plupart des cas, un diagnostic erroné n’est pas préjudiciable au patient, plusieurs des médicaments prescrits pour différentes épilepsies traitent aussi l’ULD. Cependant, certains médicaments contre l’épilepsie peuvent augmenter l'incidence des crises épileptiques et des crises myocloniques chez les patients atteints d'ULD. Cela peut entraîner une augmentation de la vitesse de progression. C’est le cas des médicaments suivants : la phénytoïne, la fosphénytoïne, les inhibiteurs sodiques, les médicaments GABA, la gabapentine et la prégabaline.
D'autres méthodes de diagnostic de la maladie d'Unverricht-Lundborg sont actuellement explorées. Les crises de l’ULD sont généralisées dans tout le cerveau, ce qui complique le diagnostic à l’EEG. Sans une région spécifique à repérer, il est difficile de distinguer avec précision une lecture d'EEG d'un individu avec ULD d'un individu avec un autre type d'épilepsie caractérisée par des crises cérébrales généralisées. L’utilité de l’EEG comme outil de diagnostic peut augmenter avec les recherches récentes, liant les lésions cérébrales ULD à l'hippocampe.
L'imagerie par résonance magnétique (IRM) est également souvent utilisée lors du diagnostic de patients atteints d'épilepsie. Au début de la maladie, une IRM d’un malade est généralement similaire à celle d’un individu sain. Par contre, les IRM prises une fois que la maladie a progressé montrent des dommages caractéristiques, ce qui peut aider à corriger un mauvais diagnostic.
L’ULD est une maladie rare, et la difficulté à confirmer son diagnostic augmente le risque que cette maladie soit sous-diagnostiquée.

## Traitement
Il n’y a pas de traitement pour réparer le gène CSTB muté. Cependant plusieurs médicaments antiépileptiques sont efficaces pour réduire les crises et aider les patients atteints d'ULD à gérer les symptômes. 

### Méthodes actuelles
L'acide valproïque et le lévétiracétam sont souvent proposé pour réduire les crises généralisées et la myoclonie. Le clonazépam et le piracétam à haute dose peuvent également soulager la myoclonie. De même, le topiramate et zonisamide sont courants pour traiter l’ULD. En revanche, la carbamazépine, l'oxcarbazépine, la tiagabine, la vigabatrine, la gabapentine et la prégabaline peuvent aggraver la myoclonie et les crises myocloniques. La phénytoïne risque aussi d'accélérer la neurodégénérescence et augmenter les crises.
Simplement réduire l’exposition du patient aux stimuli déclencheurs peut permettre de réduire la probabilité de crises. En raison du caractère progressif de la maladie, elle est parfois accompagnée de dépressions. Le soutien d’amis, de la famille, ou d’autres malades atteints d’ULD peut être très bénéfique.

## Pronostic de la maladie
Pour les premiers patients atteints de la maladie d'Unverricht-Lundborg, la maladie progressait rapidement à cause de l’absence de traitements efficaces. Dans de nombreux cas, le malade se déplaçait en fauteuil roulant, et mourait à un jeune âge.
Aujourd’hui, les connaissances sur la maladie et le développement du traitement et des médicaments ont entraîné une amélioration spectaculaire du pronostic chez les personnes atteintes d'ULD. La diminution du nombre de crises et de myoclonies grâce aux médicaments limite les dommages causés au cerveau ou au corps (dû aux chutes). Ces conditions permettent aux malades de se passer de l’utilisation de fauteuils roulant, éliminant les complications lié à ce mode de déplacement. Alors que les premiers patients atteints d'ULD avaient une espérance de vie d'environ 24 ans, il a été récemment rapporté des cas d'individus vivant à des âges proches de la normale.

## Épidémiologie
Le seul pays où l'incidence de la maladie d'Unverricht-Lundborg a été signalée se situe en Finlande, où il serait présent chez 4 personnes sur 100 000. Cependant, cette maladie est seulement devenu bien défini que récemment, et est probablement encore sous-diagnostiqué. À cause de cela, l'incidence réelle est surement différente des chiffres actuelles. D'autres pays ont des cas connus, notamment les États-Unis, ainsi que des pays de la région méditerranéenne : l'Italie, la France, la Tunisie, l'Algérie et le Maroc.

## Histoire
La maladie d'Unverricht-Lundborg a d'abord été connue comme l'une des deux maladies différentes. Le nom changeait en fonction de la localisation de l'individu qui l'a eu: Myoclonus balte ou Myoclonus méditerranéen. La raison de ces différents noms était en partie régionale, mais aussi parce que les traitements différaient entre ces régions, amenant à des pronostics différents. Finalement, les deux ont été réalisés pour être la même maladie, l'ULD.

## Recherches sur la maladie
De nombreuses études ont été réalisées récemment pour étudier la cause, le mécanisme et la base chimique de la maladie d'Unverricht-Lundborg.

### Sur les caractéristiques de la cystatine B
Une étude récente a tenté de décrire le comportement de la cystatine B normale et mutée telle qu'elle est exprimée dans le corps. Les résultats montrent que la cystatine B a une structure polymérique et que la forme mutée de la cystatine B (présent chez les malades de l’ULD), forme des amas de molécules en attirant d’autres molécules de cystatine B. Les chercheurs suggèrent que cette action de coagulation des molécules de la cystatine B pourrait être l'un des facteurs responsables de la progression de l'ULD.

### Étude de souris hétérozygotes
Chez l'homme, un patient exprime les symptômes de l’ULD que s’il possède  deux fois le gène CSTB récessifs (on parle de gènes récessifs homozygotes). Une étude récente a tenté de trouver de potentiels symptômes chez des souris ne portant qu'un seul gène récessif CSTB (hétérozygotes). Les chercheurs ont analysé les souris normales et hétérozygotes en leur faisant effectuer diverses tâches. L’étude a révélé un comportement semblable à celui des souris saines en début d’exercice. Cependant, lorsque la tâche se poursuivait ou devenait plus complexe, les souris hétérozygotes étaient plus susceptibles d'échouer. Les résultats concluent donc que porter un seul gène CSTB muté peut avoir de légers effets indésirables, au moins chez la souris.

### Analyse d’EEG pendant la progression de la maladie Unverricht-Lundborg
Actuellement, l'électroencéphalographie (EEG) n'est pas très efficace comme outil de diagnostic de la maladie d'Unverricht-Lundborg. Cette étude cherche plutôt à caractériser le changement de l'EEG des patients ULD à mesure que la maladie progresse. Les chercheurs ont étudié vingt-cinq patients atteints de l’ULD et suivi leur EEG au fil du temps. Les résultats montrent que certaines ondes cérébrales présentes au début de la maladie sont également présentes chez les individus non touchés. Dû à la progression de la maladie d’Unverricht-Lundborg, ces ondes tendent à diminuer (après 10 à 15 ans).

## Sources
1. ↑  (en) « Myoclonic Seizures », sur Epilepsy Foundation (consulté le 12 décembre 2017)
2. 1 2 3 4 5 6  (en) Joensuu T, Lehesjoki AE, Kopra O, « Molecular background of EPM1-Unverricht-Lundborg disease. », Epilepsia,‎ 2008
3. ↑  (de) Heinrich Unverricht, Die myoclonie, Leipzig und Wien, F. Deuticke, 1891
4. ↑  (de) Unverricht Heinrich, Ueber familiäre Myoklonie, Dtsch Z Nervenheilk, 1891
5. ↑  (de) Herman Bernhard Lundborg, Ueber Degeneration und degenerierte Geschlechter in Schweden. I. Klinische Studien und Erfahrungen hinsichtlich der familiären Myoklonie und damit verwandter Krankheiten, Stockholm, Marcus’ Boktr.-Aktiebolag, 1901
6. ↑  (de) Herman Bernhard Lundborg, Die progressive Myoklonus-Epilepsie (Unverricht’s Myoklonie), Upsala, Almqvist und Wiksell’s Buchdruckerei, 1903
7. 1 2 3 4 5 6 7 8 9 10 11 12 13  (en) Kälviäinen R1, Khyuppenen J, Koskenkorva P, Eriksson K, Vanninen R, Mervaala E, « Clinical picture of EPM1-Unverricht-Lundborg disease. », Epilepsia,‎ 2008
8. 1 2 3 4 5  (en) Chew NK, Mir P, Edwards MJ, Cordivari C, Martino D, et al., « The natural history of Unverricht-Lundborg disease: A report of eight genetically proven cases. », Movement Disorders,‎ 2008
9. 1 2  (en) Kaasik A, Kuum M, Aonurm A, Kalda A, Vaarman A, Zharkovsky A., « Seizures, Ataxia, and Neuronal Loss in Cystatin B Heterozygous Mice », Epilepsia,‎ 2007
10. ↑  (en) Korja M, Kaasinen V, Lamusuo S, Parkkola R, Nagren K, Marttila R., « Substantial Thalamostriatal Dopaminergic Defect in Unverricht-Lundborg Disease. », Epilepsia,‎ 2007
11. 1 2 3 4  (en) Franceschetti S, Sancini G, Buzzi A, Zucchini S, Paradiso B, et al., « A pathogenetic hypothesis of Unverricht-Lundborg disease onset and progression. », Neurobiology of Disease,‎ 2007
12. 1 2  Warmouth G., Emory University Department of Epilepsy, interviewed by M. Scrudato, Nov. 19, 2008
13. ↑  (en) Kälviäinen, R.; Khyuppenen, J.; Koskenkorva, P.; Eriksson, K.; Vanninen, R.; Mervaala, E., « Clinical picture of EPM1-Unverricht-Lundborg disease. », Epilepsia,‎ avril 2008 (PMID 18325013, DOI 10.1111/j.1528-1167.2008.01546.x)
14. ↑  (en) Cipollini E, Riccio M, Di Giaimo R, Dal Piaz F, Pulice G, Catania S, Caldarelli I, Dembic M, Santi S, Melli M., « Cystatin B and its EPM1 mutants are polymeric and aggregate prone in vivo. », Biochimica et Biophysica,‎ 2008
15. ↑  (en) Ferlazzo E, Magaudda A, Striano P, Vi-Hong N, Serra S, Genton P., « Long-term evolution of EEG in Unverricht-Lundborg disease. », Epilepsy Research,‎ 2007